# 섬초롱꽃
초롱꽃과의 여러운지해풀이다. 한국특산종으로 울릉도에서 자란다.

## 특징
섬초롱꽃은 대한민국 울릉도 바닷가 풀밭에서 자라는 식물로 곧은 줄기의 높이는 30~90cm이며 자줏빛이 돌고 능선이 있으며 털이 적다. 뿌리잎은 긴 잎자루에 달걀모양의 심장형이며 가장자리에는 톱니가 달려 있다. 어긋나있는 줄기잎은 긴 타원형으로 잎자루가 점점 짧아지다가 사라진다. 꽃길이는 3~5cm로 8월에 피며 연한 자줏빛 바탕에 짙은 점이 있다. 꽃은 원줄기 끝에서 밑을 향하여 총상으로 달리며 꽃받침은 5개로 갈라지며 갈래조각 사이 뒤로 젖혀지는 부속체가 있다. 섬초롱꽃의 열매는 삭과이다.

## 생태
섬초롱꽃은 햇볕이 잘 드는 풀밭 또는 절사면 등지에서 분포되며 배수성이 좋고 주로 척박한 토양에서 생육한다. 채취한 종자를 파종하면 이듬해 봄에 발하며 어린 묘는 7~8월경에 이식한다. 휴먼기를 제외한 4~11월 경에도 번식이 잘 이루어진다.

## 종
섬초롱꽃은 기본종과 같이 자라며 반점이 있는 흰섬초롱꽃과 짙은 자주빛색인 자주섬초롱꽃이 있다.